# Banca del sangue
Viene detta banca del sangue l'area di un ospedale o di un'azienda sanitaria dove vengono custoditi sangue ed emocomponenti derivati dalle donazioni di sangue; oltre al sangue intero da lavorare vi si custodiscono, in appositi armadi refrigerati chiamati emoteche, anche i singoli emocomponenti ed emoderivati per sopperire a tutte le necessità trasfusionali.

## Storia
La nascita della conservazione del sangue si deve alla scoperta, avvenuta tra il 1915 e il 1916, delle proprietà anticoagulanti di una soluzione di citrato e glucosio che, aggiunta al sangue, ne permette la conservazione.
Durante la prima guerra mondiale, un medico statunitense di origine britannica, Oswald H. Robertson, costruì un contenitore refrigerato con delle casse per munizioni e lo utilizzò per trasportare delle unità di sangue in un ospedale da campo salvando la vita ad alcuni soldati canadesi impegnati nei combattimenti sul fronte francese e gravemente feriti. Oswald H. Robertson è tuttora riconosciuto come "padre delle banche di sangue".